# Lionssport Promotion
Lionssport Promotion aus München ist ein deutscher Boxstall.

## Geschichte
2016 gründete der ehemalige WBF Weltmeister Levent Cukur den Boxstall Lionssport Promotion in München. Seither hat Lionssport Promotion mehrere Boxveranstaltungen organisiert. Unter anderem im eigenen Boxgym „Leos Boxgym“, als auch an anderen Veranstaltungsorten wie  dem Münchener Circus Krone (siehe Veranstaltungen). Die Veranstaltungen wurden in der „Blütezeit des Deutschen Boxsports“ von  Fernsehsendern wie SAT1 Ran Fighting (2017) oder 2018 von Sky Sport News übertragen. Mittlerweile werden die Kämpfe live über den Kampfsport-Streaming Anbieter " Fight24.tv" und Zusammenfassungen über den Lokalsender München.tv übertragen. Seit der COVID-19-Pandemie kämpft Lionssport Promotion, wie auch  andere Profisport-Ställe um seine Existenz. Dennoch ist es Lionsport Promotion gelungen auch während der Lockdown-Phasen 19. Dezember 2020 und am 20. März 2021 Boxveranstaltungen durchzuführen.
Der Besitzer von Lionssport Promotion Levent Cukur besitzt unter anderem  Leos Boxgym und Boxclub Cukur e. V. Der Verein ist im bayerischen Amateursport (bayerische Amateur-Box-Verband – BABV) aktiv und hat einige Amateurbox-Titelträger.

## Erfolge
Aktive und ehemalige Boxer unter Lionssport Promotion haben folgende Titel erlangt:
EBU
- Europameister: Emre Cukur (Supermittelgewicht)

BDB:
- Deutscher Meister national: Hector Uwel Hernandez (Supermittelgewicht)
- Deutscher Meister: Alexander Rigas (Supermittelgewicht)

IBO:
- Continental Champion: Alexander Rigas (Halbschwergewicht)

WBA: 
- Continental Champion: Emre Cukur (Supermittelgewicht)

WBF:
- Interim World Champion: Hector Uwel Hernandez (Mittelgewicht)

## Trainer
Head Coach:
- Levent Cukur

## Boxer
- Emre "the Lion jr." Cukur[2]
- Hector Uwel Hernandez[3]
- Anthony Zaulig[4]
- Raphael "the black panther" Rogers[5]
- Ismail "easy man" Airoud[6]
- Armend Buzuku[7]
- Daniel Schmidt[8]
- Arton "Rebel" Berisha[9]